# Negiudin
Negiudin románul: Negiudin, falu Romániában, a Bánságban, Krassó-Szörény megyében.

## Fekvése
Somosréve (Cornereva) közelében fekvő település.

## Története
Negiudin-nak az 1966-os népszámláláskor 177, 1977-ben 151, 1992-ben 128, 2002-ben pedig 105 román lakosa volt.